# Virgin Killer

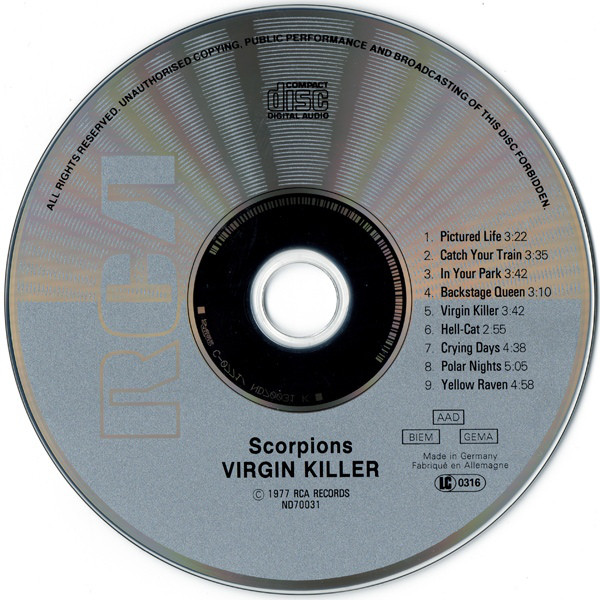
Versió en disc compacte de l'àlbum.

Virgin Killer és el quart àlbum d'estudi del grup de Heavy Metal alemany Scorpions, produït per Dieter Dierks.
En un principi, la caràtula del disc mostrava una nena nua, que va ser censurada, com va passar amb el disc anterior, In Trance, que mostrava clarament el pit d'una model. Més tard, la caràtula va ser canviada per una imatge dels membres del grup.

## Llista de cançons
1. "Pictured Life" (Meine, Roth, Schenker) – 3:21
2. "Catch Your Train" (Meine, Schenker) – 3:32
3. "In Your Park" (Meine, Schenker) – 3:39
4. "Backstage Queen" (Meine, Schenker) – 3:10
5. "Virgin Killer" (Roth) – 3:41
6. "Hell Cat" (Roth) – 2:54
7. "Crying Days" (Meine, Schenker) – 4:36
8. "Polar Nights" (Roth) – 5:04
9. "Yellow Raven" (Roth) – 4:58

### Personal
- Klaus Meine - Cantant
- Uli Jon Roth - Guitarra
- Rudolf Schenker - Guitarra
- Francis Buchholz - Baix
- Rudy Lenners - Bateria

## Convidat
- Achim Kirschning - teclat